# Människosyn
Människosyn kan sägas stå för de föreställningar om människan, såväl teoretiska idéer som praktiska antaganden, av allmän natur som vi antas omfatta. Dessa består då i föreställningar eller teorier om hurdana människor faktiskt i allmänhet är. Alla har olika människosyn, likväl har alla religioner olika syner på människan, mannen och kvinnan.
I samtida idédebatt är människosyn den gängse termen för uppfattningar om människans grundläggande egenskaper, hennes möjligheter och begränsningar. Människosynen har ofta ett historiskt samband med mer omfattande livsåskådningar eller ideologier. Etiska grundvärderingar av människans värde kan ingå i människosynen, dvs. antaganden om vad människan bör eftersträva och vilka egenskaper som är särskilt värdefulla. Uppfattningar om själens existens och natur eller människans öden efter döden hör också hit, men det är då fråga om obevisbara försanthållanden, omöjliga att avgöra på vetenskaplig väg.